# Koraput (distrikt)
Koraput är ett distrikt i Indien.   Det ligger i delstaten Odisha, i den centrala delen av landet, 1 200 km sydost om huvudstaden New Delhi. Antalet invånare är 1 379 647. Arean är 8 379 kvadratkilometer. Koraput gränsar till Bastar och Vizianagaram District.
Terrängen i Koraput är varierad.
Följande samhällen finns i Koraput:
- Jaypur
- Koraput